# Yanji
Yanji (en mandarin 延吉 (pinyin : Yánjí), en coréen 옌지시) est une ville de la province du Jilin, en Chine. C'est une ville-district, chef-lieu de la préfecture autonome coréenne de Yanbian.

## Démographie

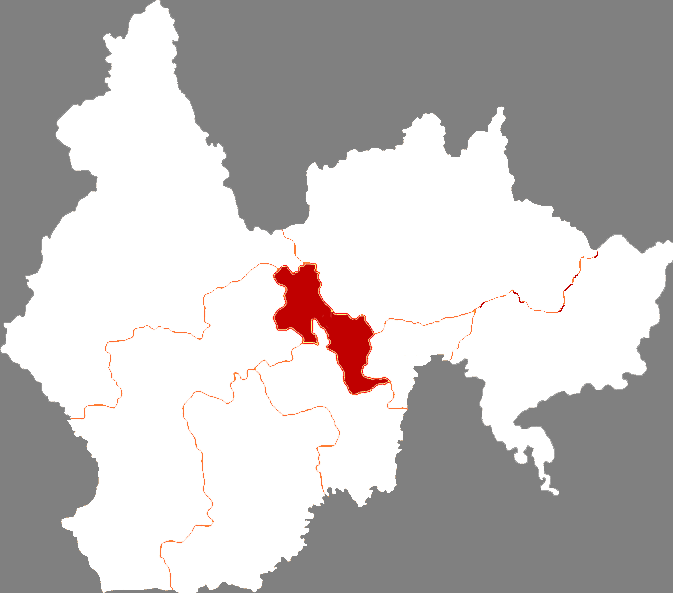
Localisation du district dans la préfecture autonome.

La population du district était de 386 008 habitants en 1999.

## Personnalités liées
- Gao Zhunyi (1995-), footballeur international

## Filmographie
- Un hiver à Yanji, film d'Anthony Chen (2023)